# Automeris fabricii
Automeris fabricii är en fjärilsart som beskrevs av Augustus Radcliffe Grote och Robinson 1868. Automeris fabricii ingår i släktet Automeris och familjen påfågelsspinnare. Inga underarter finns listade i Catalogue of Life.